# Campionati del mondo di corsa su strada 2023
I Campionati del mondo di corsa su strada 2023 si sono svolti a Riga, in Lettonia. Questa è la prima edizione dei campionati mondiali di corsa su strada, che vanno ad inglobare i campionati mondiali di mezza maratona, con l'aggiunta della gara dei 5 chilometri su strada e del miglio su strada.

## Orari
| Venerdì 29 settembre                                                 | Sabato 30 settembre                                                                               | Domenica 1º ottobre |
| -------------------------------------------------------------------- | ------------------------------------------------------------------------------------------------- | --- |
| 10:00 - 20:00 Conferenza sui campionati del mondo di corsa su strada | 10:00 - 15:00 Attività per bambini 10:00 - 20:00 EXPO dei campionati del mondo di corsa su strada | 10:00 - Partenza 5 km Mass (tempo limite:1h30') 11:30 - Partenza Miglio su strada amatori (tempo limite: 30') 11:50 - Partenza 5 km donne Elite 12:15 - Partenza 5 km uomini Elite 13:00 - Partenza miglio su strada donne Elite 13:10 - Partenza miglio su strada uomini Elite 13:30 - Partenza mezza maratona donne Elite 14:15 - Partenza mezza maratona uomini Elite + partenza gara amatori (tempo limite:3h) 14:15 - Partenza staffetta di mezza maratona per amatori (tempo limite: 3h) |

## Percorso
La mezza maratona, i 5 km ed il miglio su strada hanno un percorso unico senza giri di boa. La staffetta di mezza maratona sarà composta dal primo staffettista che corre 10,2 km e dal secondo che ne corre 10,9. Nel percorso di mezza maratona e staffetta si raggiunge l'altezza massima di 13 metri e l'altezza minima di 2 metri. Nella 5 km si raggiunge l'altezza massima di 13 metri e quella minima di 3 metri. Nel miglio su strada si parte con un'altezza di 5 metri, per poi arrivare agli 800 metri con un'altezza sul livello del mare di 10 metri, e poi arrivare al traguardo con un'altezza di 5 metri.

## Gara maschile

### Mezza maratona

#### Individuale
La gara si è svolta il 1º ottobre 2023 alle ore 14.15
| Posizione | Atleta                              | Nazionalità   | Tempo    | Note                                     |
| --------- | ----------------------------------- | ------------- | -------- | ---------------------------------------- |
| Oro       | Sabastian Kimaru Sawe               | Kenya         | 59'10"   | Record dei campionati                    |
| Argento   | Daniel Ebenyo                       | Kenya         | 59'14"   | Miglior prestazione personale stagionale |
| Bronzo    | Samwel Nyamai Mailu                 | Kenya         | 59'19"   | Miglior prestazione personale            |
| 4º        | Jemal Yimer Mekonnen                | Etiopia       | 59'22"   |                                          |
| 5º        | Jimmy Gressier                      | Francia       | 59'46"   | Miglior prestazione personale            |
| 6º        | Thabang Mosiako                     | Sudafrica     | 59'52"   | Miglior prestazione personale            |
| 7º        | Nibret Melak                        | Etiopia       | 1h00'11" |                                          |
| 8º        | Benard Kibet                        | Kenya         | 1h00'13" |                                          |
| 9º        | Samsom Amare                        | Eritrea       | 1h00'19" | Miglior prestazione personale stagionale |
| 10º       | Tsegay Kidanu                       | Etiopia       | 1h00'21" |                                          |
| 11º       | Stephen Mokoka                      | Sudafrica     | 1h00'29" | Miglior prestazione personale stagionale |
| 12º       | Tomoki Ota                          | Giappone      | 1h00'43" |                                          |
| 13º       | Elroy Gelant                        | Sudafrica     | 1h00'56" | Miglior prestazione personale            |
| 14º       | Mohamed Reda El Aaraby              | Marocco       | 1h01'03" |                                          |
| 15º       | Djamal Abdi Direh                   | Gibuti        | 1h01'05" |                                          |
| 16º       | Ibrahim Hassan                      | Gibuti        | 1h01'06" | Miglior prestazione personale stagionale |
| 17º       | Pietro Riva                         | Italia        | 1h01'06" | Miglior prestazione personale stagionale |
| 18º       | Abel Chebet                         | Uganda        | 1h01'09" | Miglior prestazione personale stagionale |
| 19º       | Precious Lesiba Mashele             | Sudafrica     | 1h01'13" |                                          |
| 20º       | Ali Chebures                        | Uganda        | 1h01'22" | Miglior prestazione personale stagionale |
| 21º       | Andrew Rotich Kwemoi                | Uganda        | 1h01'25" | Miglior prestazione personale stagionale |
| 22º       | Aleksander Tekleweld                | Eritrea       | 1h01'26" | Miglior prestazione personale            |
| 23º       | Valentin Gondouin                   | Francia       | 1h01'27" | Miglior prestazione personale            |
| 24º       | Mehdi Frère                         | Francia       | 1h01'27" |                                          |
| 25º       | Abbabiya Simbassa                   | Stati Uniti   | 1h01'28" | Miglior prestazione personale stagionale |
| 26º       | Samuel Barata                       | Portogallo    | 1h01'29" | Miglior prestazione personale            |
| 27º       | Mahamed Mahamed                     | Gran Bretagna | 1h01'33" |                                          |
| 28º       | Tadesse Getahon                     | Israele       | 1h01'34" | Miglior prestazione personale stagionale |
| 29º       | Yohanes Chiappinelli                | Italia        | 1h01'37" |                                          |
| 30º       | Jack Rowe                           | Gran Bretagna | 1h01'39" |                                          |
| 31º       | Simon Debognies                     | Belgio        | 1h01'48" | Miglior prestazione personale            |
| 32º       | Davor Aaron Bienenfeld              | Germania      | 1h01'49" | Miglior prestazione personale            |
| 33º       | Futsum Zienasellassie               | Stati Uniti   | 1h01'49" | Miglior prestazione personale stagionale |
| 34º       | Jonathan Mellor                     | Gran Bretagna | 1h01'59" | Miglior prestazione personale            |
| 35º       | Hosea Kiplangat                     | Uganda        | 1h02'02" | Miglior prestazione personale            |
| 36º       | Jacob Thomson                       | Stati Uniti   | 1h02'26" | Miglior prestazione personale            |
| 37º       | Therence Bizoza                     | Burundi       | 1h02'38" | Miglior prestazione personale stagionale |
| 38º       | Richard Ringer                      | Germania      | 1h02'47" |                                          |
| 39º       | Hermon Habtemicael                  | Eritrea       | 1h02'48" | Miglior prestazione personale            |
| 40º       | Iliass Aouani                       | Italia        | 1h02'51" | Miglior prestazione personale stagionale |
| 41º       | Girmaw Amare                        | Israele       | 1h02'53" | Miglior prestazione personale stagionale |
| 42º       | Andreas Vojta                       | Austria       | 1h02'55" |                                          |
| 43º       | Bukayawe Malede                     | Israele       | 1h02'57" | Miglior prestazione personale stagionale |
| 44º       | Benjamin Choquert                   | Francia       | 1h02'59" |                                          |
| 45º       | Cameron Avery                       | Nuova Zelanda | 1h03'00" |                                          |
| 46º       | Mohcin Outalha                      | Marocco       | 1h03'01" |                                          |
| 47º       | Hamza Sahli                         | Marocco       | 1h03'20" | Miglior prestazione personale stagionale |
| 48º       | Tim Vincent                         | Australia     | 1h03'40" |                                          |
| 49º       | Marcelo Laguera                     | Messico       | 1h03'42" |                                          |
| 50º       | Peter Herzog                        | Austria       | 1h03'47" |                                          |
| 51º       | Jean Marie Bukuru                   | Burundi       | 1h03'50" | Miglior prestazione personale            |
| 52º       | Johnatas de Oliveira                | Brasile       | 1h03'50" |                                          |
| 53º       | Reed Fischer                        | Stati Uniti   | 1h03'56" |                                          |
| 54º       | Juan Antonio Pérez                  | Spagna        | 1h04'00" | Miglior prestazione personale stagionale |
| 55º       | Ryota Kondo                         | Giappone      | 1h04'01" |                                          |
| 56º       | Jean Marie Vianney Niyomukiza       | Burundi       | 1h04'03" | Miglior prestazione personale stagionale |
| 57º       | Filmon Teklebrhan-Berhe             | Germania      | 1h04'12" |                                          |
| 58º       | Fabio Jesus Correia                 | Brasile       | 1h04'12" |                                          |
| 59º       | Kidane Andemikael                   | Eritrea       | 1h04'12" | Miglior prestazione personale            |
| 60º       | Hiko Tonosa Haso                    | Irlanda       | 1h04'14" |                                          |
| 61º       | Leonid Latsepov                     | Estonia       | 1h04'16" | Miglior prestazione personale stagionale |
| 62º       | Yitayew Abuhay                      | Israele       | 1h04'34" | Miglior prestazione personale stagionale |
| 63º       | Maicon da Silva Mancuso             | Brasile       | 1h04'45" | Miglior prestazione personale            |
| 64º       | Oska Inkster-Baynes                 | Nuova Zelanda | 1h04'52" |                                          |
| 65º       | Ruben Erick Arando Quispe           | Bolivia       | 1h04'53" | Miglior prestazione personale            |
| 66º       | Mohammadreza Abootorabi             | Svezia        | 1h04'54" | Miglior prestazione personale stagionale |
| 67º       | Rafael Vicente Loza Bejarano        | Ecuador       | 1h05'29" |                                          |
| 68º       | Diego Patricio Arévalo Vizhñay      | Ecuador       | 1h05'33" | Miglior prestazione personale            |
| 69º       | Christopher Dryden                  | Nuova Zelanda | 1h05'38" |                                          |
| 70º       | Edward Goddard                      | Australia     | 1h05'46" |                                          |
| 71º       | Jānis Višķers                       | Lettonia      | 1h06'01" | Miglior prestazione personale stagionale |
| 72º       | Jorge Luis Cruz                     | Messico       | 1h06'47" |                                          |
| 73º       | Christian Birch Okkels              | Danimarca     | 1h06'54" |                                          |
| 74º       | Luke Micallef                       | Malta         | 1h06'55" | Miglior prestazione personale stagionale |
| 75º       | Mykola Nyzhnyk                      | Ucraina       | 1h07'31" |                                          |
| 76º       | Michael Voss                        | Nuova Zelanda | 1h07'32" |                                          |
| 77º       | Altobeli Silva                      | Brasile       | 1h07'58" |                                          |
| 78º       | Philippe Parrot-Migas               | Canada        | 1h07'59" |                                          |
| 79º       | Dillon Cassar                       | Malta         | 1h08'20" |                                          |
| 80º       | Simon Spiteri                       | Malta         | 1h08'37" | Miglior prestazione personale            |
| 81º       | Christian Salvador Vasconez Manzano | Ecuador       | 1h08'38" |                                          |
| 82º       | Iván Zarco                          | Honduras      | 1h09'07" | Miglior prestazione personale stagionale |
| 83º       | Aleksandr Salakhudinov              | Kirghizistan  | 1h10'46" |                                          |
| 84º       | Christopher Soosai                  | Malaysia      | 1h11'42" |                                          |
| 85º       | Arturs Bareikis                     | Lettonia      | 1h11'54" | Miglior prestazione personale stagionale |
| 86º       | Meng Tak Leong                      | Macao         | 1h12'26" | Record nazionale                         |
| 87º       | Aleksandrs Raščevskis               | Lettonia      | 1h12'41" |                                          |
| 88º       | Carlos Alejandro Gonzalez           | Paraguay      | 1h14'28" |                                          |
| 89º       | Wei Xiang Gordon Lim                | Singapore     | 1h15'27" | Miglior prestazione personale            |
| 90º       | Keane Ko                            | Singapore     | 1h21'55" |                                          |
| -         | Justin Kent                         | Canada        | dnf      |                                          |
| -         | Samuel Freire                       | Capo Verde    | dnf      |                                          |
| -         | Jacob Sommer Simonsen               | Danimarca     | dnf      |                                          |
| -         | Peter Lynch                         | Irlanda       | dnf      |                                          |
| -         | Dmitrijs Serjogins                  | Lettonia      | dnf      |                                          |
| -         | Chuan Heng Seah                     | Singapore     | dnf      |                                          |
| -         | Nicolás Cuestas                     | Uruguay       | dnf      |                                          |

#### A squadre
| Posizione | Squadra   | Atleti                                                    |
| --------- | --------- | --------------------------------------------------------- |
| Oro       | Kenya     | Sabastian Kimaru Sawe, Daniel Ebenyo, Samwel Nyamai Mailu |
| Argento   | Etiopia   | Jemal Yimer Mekonnen, Nibret Melak, Tsegay Kidanu         |
| Bronzo    | Sudafrica | Thabang Mosiako, Stephen Mokoka, Elroy Gelant             |

### 5 km

#### Individuale
La gara si è svolta il 1º ottobre 2023 alle ore 12.14
| Posizione | Atleta               | Nazionalità   | Tempo  | Note                                     |
| --------- | -------------------- | ------------- | ------ | ---------------------------------------- |
| Oro       | Hagos Gebrhiwet      | Etiopia       | 12'59" | Record dei campionati                    |
| Argento   | Yomif Kejelcha       | Etiopia       | 13'02" |                                          |
| Bronzo    | Nicholas Kipkorir    | Kenya         | 13'16" | Miglior prestazione personale stagionale |
| 4º        | Dawit Seare          | Eritrea       | 13'21" | Miglior prestazione personale            |
| 5º        | Cornelius Kemboi     | Kenya         | 13'24" | Miglior prestazione personale stagionale |
| 6º        | Etienne Daguinos     | Francia       | 13'25" | Miglior prestazione personale            |
| 7º        | Morgan Mcdonald      | Australia     | 13'26" | Miglior prestazione personale            |
| 8º        | Awet Nftalem Kibrab  | Norvegia      | 13'28" | Record nazionale                         |
| 9º        | Scott Beattie        | Gran Bretagna | 13'32" | Miglior prestazione personale            |
| 10º       | Jonas Glans          | Svezia        | 13'32" | Record nazionale                         |
| 11º       | Magnus Tuv Myhre     | Norvegia      | 13'33" | Miglior prestazione personale            |
| 12º       | Benjamin Flanagan    | Canada        | 13'34" |                                          |
| 13º       | Egide Ntakarutimana  | Burundi       | 13'35" | Miglior prestazione personale            |
| 14º       | Olin Hacker          | Stati Uniti   | 13'36" |                                          |
| 15º       | Célestin Ndikumana   | Burundi       | 13'36" | Miglior prestazione personale            |
| 16º       | Leonard Chemutai     | Uganda        | 13'36" | Miglior prestazione personale            |
| 17º       | Maxime Chaumeton     | Sudafrica     | 13'36" | Miglior prestazione personale            |
| 18º       | Kanta Shimizu        | Giappone      | 13'37" | Record nazionale                         |
| 19º       | Stewart Mcsweyn      | Australia     | 13'39" | Miglior prestazione personale            |
| 20º       | Ouassim Oumaiz       | Spagna        | 13'39" | Miglior prestazione personale stagionale |
| 21º       | Ivo Balabanov        | Bulgaria      | 13'41" | Miglior prestazione personale            |
| 22º       | Ahmed Muhumed        | Stati Uniti   | 13'42" |                                          |
| 23º       | Joel Ibler Lillesø   | Danimarca     | 13'46" | Record nazionale                         |
| 24º       | Morgan Le Guen       | Svizzera      | 13'46" | Miglior prestazione personale            |
| 25º       | Kevin Kamenschak     | Austria       | 13'49" | Miglior prestazione personale            |
| 26º       | Eric Speakman        | Nuova Zelanda | 13'49" | Miglior prestazione personale            |
| 27º       | Santiago Catrofe     | Uruguay       | 13'49" | Miglior prestazione personale stagionale |
| 28º       | Derebe Ayele         | Israele       | 13'52" | Miglior prestazione personale            |
| 29º       | Dereje Chekole       | Israele       | 13'54" | Miglior prestazione personale stagionale |
| 30º       | Tiidrek Nurme        | Estonia       | 14'06" | Miglior prestazione personale            |
| 31º       | Abderezak Suleman    | Eritrea       | 14'07" | Miglior prestazione personale            |
| 32º       | Thomas Fafard        | Canada        | 14'08" | Miglior prestazione personale            |
| 33º       | Andrii Atamaniuk     | Ucraina       | 14'08" | Miglior prestazione personale            |
| 34º       | Dismas Yeko          | Uganda        | 14'09" | Miglior prestazione personale stagionale |
| 35º       | Yamato Yoshii        | Giappone      | 14'11" | Miglior prestazione personale            |
| 36º       | Tim Verbaandert      | Paesi Bassi   | 14'12" | Miglior prestazione personale            |
| 37º       | Uģis Jocis           | Lettonia      | 14'14" | Record nazionale                         |
| 38º       | Nicholas Seoposengwe | Sudafrica     | 14'19" |                                          |
| 39º       | Marcin Biskup        | Polonia       | 14'40" | Miglior prestazione personale            |
| 40º       | Edgars Šumskis       | Lettonia      | 15'01" | Miglior prestazione personale stagionale |
| 41º       | Shaun Goh            | Singapore     | 15'33" | Miglior prestazione personale            |
| -         | Mikael Johnsen       | Danimarca     | dns    |                                          |

### Miglio su strada

#### Individuale
La gara si è svolta il 1º ottobre 2023 alle ore 13.09
| Posizione | Atleta                     | Nazionalità   | Tempo   | Note                          |
| --------- | -------------------------- | ------------- | ------- | ----------------------------- |
| Oro       | Hobbs Kessler              | Stati Uniti   | 3'56"13 | Record mondiale               |
| Argento   | Callum Elson               | Gran Bretagna | 3'56"41 | Miglior prestazione personale |
| Bronzo    | Samuel Prakel              | Stati Uniti   | 3'56"43 | Miglior prestazione personale |
| 4º        | Maël Gouyette              | Francia       | 3'56"57 | Miglior prestazione personale |
| 5º        | Kieran Lumb                | Canada        | 3'56"98 | Miglior prestazione personale |
| 6º        | Ryan Mphahlele             | Sudafrica     | 3'57"35 | Miglior prestazione personale |
| 7º        | Giovanni Filippi           | Italia        | 3'57"41 | Record nazionale              |
| 8º        | Benoit Campion             | Francia       | 3'57"62 | Miglior prestazione personale |
| 9º        | Yobiel Weldrufael          | Eritrea       | 3'57"94 | Miglior prestazione personale |
| 10º       | Jack Anstey                | Australia     | 3'58"30 | Miglior prestazione personale |
| 11º       | Teddese Lemi               | Etiopia       | 3'59"40 | Miglior prestazione personale |
| 12º       | Matthew Ramsden            | Australia     | 4'00"32 | Miglior prestazione personale |
| 13º       | Kyumbe Munguti             | Kenya         | 4'00"67 | Miglior prestazione personale |
| 14º       | Salim Abu Mayanja          | Uganda        | 4'00"72 | Miglior prestazione personale |
| 15º       | Keneth Kiprop              | Uganda        | 4'00"77 | Miglior prestazione personale |
| 16º       | Ryoji Tatezawa             | Giappone      | 4'01"26 | Miglior prestazione personale |
| 17º       | Santtu Heikkinen           | Finlandia     | 4'01"35 | Miglior prestazione personale |
| 18º       | Guilherme Kurtz            | Brasile       | 4'02"75 | Miglior prestazione personale |
| 19º       | Natnael Teklesenbet        | Eritrea       | 4'03"18 | Miglior prestazione personale |
| 20º       | Yusuke Takahashi           | Giappone      | 4'03"32 | Miglior prestazione personale |
| 21º       | Andreas Lindgreen          | Danimarca     | 4'05"27 |                               |
| 22º       | Reynold Kipkorir Cheruiyot | Kenya         | 4'05"91 | Miglior prestazione personale |
| 23º       | Christoffer Frost Johansen | Danimarca     | 4'06"54 | Miglior prestazione personale |
| 24º       | Mohamed Attaoui            | Spagna        | 4'06"59 | Miglior prestazione personale |
| 25º       | Gonzalo García             | Spagna        | 4'07"81 | Miglior prestazione personale |
| 26º       | Mohad Abdikadar Sheik Ali  | Italia        | 4'11"60 | Miglior prestazione personale |
| 27º       | Andrzej Kowalczyk          | Polonia       | 4'12"70 | Miglior prestazione personale |
| 28º       | Olavi Allase               | Estonia       | 4'14"18 | Record nazionale              |
| 29º       | Deniss Šalkauskas          | Estonia       | 4'16"02 | Miglior prestazione personale |
| 30º       | Nikita Bogdanovs           | Lettonia      | 4'18"90 | Miglior prestazione personale |
| 31º       | Filip Ostrowski            | Polonia       | 4'19"49 | Miglior prestazione personale |
| 32º       | Janis Razgalis             | Lettonia      | 4'23"08 |                               |
| 33º       | Robert Heppenstall         | Canada        | 4'27"96 | Miglior prestazione personale |
| 34º       | Seng Tou Ip                | Macao         | 4'31"44 | Miglior prestazione personale |
| 35º       | Ethan Yan                  | Singapore     | 4'32"44 | Miglior prestazione personale |

## Gara femminile

### Mezza maratona

#### Individuale
La gara si è svolta l'1º ottobre 2023 alle ore 13.29
| Posizione | Atleta                           | Nazionalità   | Tempo    | Note                                     |
| --------- | -------------------------------- | ------------- | -------- | ---------------------------------------- |
| Oro       | Peres Jepchirchir                | Kenya         | 1h07’25" | Record dei campionati                    |
| Argento   | Margaret Chelimo Kipkemboi       | Kenya         | 1h07’26" |                                          |
| Bronzo    | Catherine Reline Amanang'ole     | Kenya         | 1h07’34" |                                          |
| 4ª        | Tsigie Gebreselama               | Etiopia       | 1h07’50" |                                          |
| 5ª        | Irine Kimais                     | Kenya         | 1h08’02" |                                          |
| 6ª        | Ftaw Zeray                       | Etiopia       | 1h08’31" |                                          |
| 7ª        | Calli Thackery                   | Gran Bretagna | 1h08’56" | Miglior prestazione personale            |
| 8ª        | Rahma Tahiri                     | Marocco       | 1h09’19" | Miglior prestazione personale            |
| 9ª        | Samantha Harrison                | Gran Bretagna | 1h09’26" |                                          |
| 10ª       | Cacisile Sosibo                  | Sudafrica     | 1h09’31" | Miglior prestazione personale            |
| 11ª       | Sofiia Yaremchuk                 | Italia        | 1h09’37" | Miglior prestazione personale stagionale |
| 12ª       | Glenrose Xaba                    | Sudafrica     | 1h09’47" |                                          |
| 13ª       | Molly Grabill                    | Stati Uniti   | 1h09’53" | Miglior prestazione personale            |
| 14ª       | Isobel Batt-Doyle                | Australia     | 1h10’08" |                                          |
| 15ª       | Cian Oldknow                     | Sudafrica     | 1h10’08" | Miglior prestazione personale            |
| 16ª       | Annet Chemengich Chelangat       | Uganda        | 1h10’16" | Miglior prestazione personale            |
| 17ª       | Rigbe Habteslasie Tesfamariam    | Eritrea       | 1h10’27" | Miglior prestazione personale            |
| 18ª       | Méline Rollin                    | Francia       | 1h10’35" | Miglior prestazione personale            |
| 19ª       | Belinda Chemutai                 | Uganda        | 1h10’40" | Miglior prestazione personale            |
| 20ª       | Kaoutar Farkoussi                | Marocco       | 1h10’40" | Miglior prestazione personale            |
| 21ª       | Rkia El Moukim                   | Marocco       | 1h10’49" | Miglior prestazione personale            |
| 22ª       | Clara Evans                      | Gran Bretagna | 1h10’53" | Miglior prestazione personale stagionale |
| 23ª       | Carolina Wikström                | Svezia        | 1h10’56" | Miglior prestazione personale            |
| 24ª       | Shona Heaslip                    | Irlanda       | 1h11’07" |                                          |
| 25ª       | Abbie Donnelly                   | Regno Unito   | 1h11’08" |                                          |
| 26ª       | Mekdes Woldu                     | Francia       | 1h11’12" | Miglior prestazione personale stagionale |
| 27ª       | Clementine Mukandanga            | Ruanda        | 1h11’31" | Miglior prestazione personale stagionale |
| 28ª       | Yalemget Yaregal                 | Etiopia       | 1h11’34" |                                          |
| 29ª       | Sarah Pagano                     | Stati Uniti   | 1h11’37" |                                          |
| 30ª       | Manon Trapp                      | Francia       | 1h11’44" |                                          |
| 31ª       | Margaux Sieracki                 | Francia       | 1h12’07" | Miglior prestazione personale stagionale |
| 32ª       | Amber Zimmerman                  | Stati Uniti   | 1h12’26" |                                          |
| 33ª       | Julia Mayer                      | Austria       | 1h12’30" |                                          |
| 34ª       | Hanane Qallouj                   | Marocco       | 1h12’30" | Miglior prestazione personale stagionale |
| 35ª       | Silvia Patricia Ortiz Morocho    | Ecuador       | 1h12’44" | Miglior prestazione personale stagionale |
| 36ª       | Hanne Mjøen Maridal              | Norvegia      | 1h13’14" | Miglior prestazione personale stagionale |
| 37ª       | Maria Sagnes Wågan               | Norvegia      | 1h13’16" | Miglior prestazione personale stagionale |
| 38ª       | Emeline Imanizabayo              | Ruanda        | 1h13’19" | Miglior prestazione personale            |
| 39ª       | Isabel Oropeza Vazquez           | Messico       | 1h14’11" |                                          |
| 40ª       | Maor Tiyouri                     | Israele       | 1h14’31" |                                          |
| 41ª       | Fionnuala Ross                   | Irlanda       | 1h14’40" | Miglior prestazione personale stagionale |
| 42ª       | Valdilene dos Santos Silva       | Brasile       | 1h14’54" | Miglior prestazione personale stagionale |
| 43ª       | Rosa Alva Chacha Chacha          | Ecuador       | 1h14’54" |                                          |
| 44ª       | Loreta Kančytė                   | Lituania      | 1h15’12" | Miglior prestazione personale stagionale |
| 45ª       | Kesa Molotsane                   | Sudafrica     | 1h15’19" |                                          |
| 46ª       | Sinead Noonan                    | Australia     | 1h15’29" |                                          |
| 47ª       | Vaida Žūsinaitė-Nekriošienė      | Lituania      | 1h15’35" | Miglior prestazione personale            |
| 48ª       | Tara Palm                        | Australia     | 1h16’18" |                                          |
| 49ª       | Sara Schou Kristensen            | Danimarca     | 1h16’20" |                                          |
| 50ª       | Karen Ehrenreich                 | Danimarca     | 1h16’39" | Miglior prestazione personale stagionale |
| 51ª       | Laura Maasik                     | Estonia       | 1h16’47" | Miglior prestazione personale            |
| 52ª       | Annie Saugstrup                  | Danimarca     | 1h16’54" |                                          |
| 53ª       | Anna Yusupova                    | Azerbaigian   | 1h17’05" | Miglior prestazione personale            |
| 54ª       | Katherine Tisalema Puruncaja     | Ecuador       | 1h17’14" | Miglior prestazione personale stagionale |
| 55ª       | Katherine Camp                   | Nuova Zelanda | 1h17’35" |                                          |
| 56ª       | Aline De Freitas                 | Brasile       | 1h17’51" | Miglior prestazione personale            |
| 57ª       | Jelena Abele                     | Lettonia      | 1h18’13" | Miglior prestazione personale stagionale |
| 58ª       | Somaya Bousaid                   | Tunisia       | 1h18’20" | Miglior prestazione personale stagionale |
| 59ª       | Debbie Donald                    | Nuova Zelanda | 1h18’35" | Miglior prestazione personale            |
| 60ª       | Larissa Marcelle Moreira Quintão | Brasile       | 1h18’54" | Miglior prestazione personale stagionale |
| 61ª       | Sasha Gollish                    | Canada        | 1h19’25" |                                          |
| 62ª       | Ying Chu Lo                      | Hong Kong     | 1h20’42" | Miglior prestazione personale stagionale |
| 63ª       | Joelle Cortis                    | Malta         | 1h20’47" | Miglior prestazione personale stagionale |
| 64ª       | Ilona Marhele                    | Lettonia      | 1h21’28" |                                          |
| 65ª       | Anna Klucnika                    | Lettonia      | 1h21’52" | Miglior prestazione personale            |
| 66ª       | Lisa Bezzina                     | Malta         | 1h25’10" | Miglior prestazione personale stagionale |
| 67ª       | Fang Yu Sharon Tan               | Singapore     | 1h25’22" | Miglior prestazione personale            |
| 68ª       | Agata Strausa                    | Lettonia      | 1h26’28" |                                          |
| 69ª       | Verna Shilei Goh                 | Singapore     | 1h31’54" | Miglior prestazione personale            |
| 70ª       | Yangyang Wu                      | Macao         | 1h33’53" | Miglior prestazione personale stagionale |
| -         | Jenifer do Nascimento Silva      | Brasile       | dnf      |                                          |
| -         | Sarah Lahti                      | Svezia        | dnf      |                                          |

#### A squadre
| Posizione | Squadra     | Atleti                                                                      |
| --------- | ----------- | --------------------------------------------------------------------------- |
| Oro       | Kenya       | Peres Jepchirchir, Margaret Chelimo Kipkemboi, Catherine Reline Amanang'ole |
| Argento   | Etiopia     | Tsigie Gebreselama, Ftaw Zeray, Yalemget Yaregal                            |
| Bronzo    | Regno Unito | Calli Thackery, Samantha Harrison, Clara Evans                              |

### 5 km

#### Individuale
La gara si è svolta il 1º ottobre 2023 alle ore 11.50
| Posizione | Atleta                  | Nazionalità   | Tempo  | Note                                     |
| --------- | ----------------------- | ------------- | ------ | ---------------------------------------- |
| Oro       | Beatrice Chebet         | Kenya         | 14'35" | Record dei campionati                    |
| Argento   | Lilian Kasait Rengeruk  | Kenya         | 14'39" | Miglior prestazione personale            |
| Bronzo    | Ejgayehu Taye           | Etiopia       | 14'40" | Miglior prestazione personale stagionale |
| 4ª        | Medina Eisa             | Etiopia       | 14'41" | Miglior prestazione personale            |
| 5ª        | Nadia Battocletti       | Italia        | 14'45" | Record nazionale                         |
| 6ª        | Joy Cheptoyek           | Uganda        | 14'50" | Record nazionale                         |
| 7ª        | Weini Kelati            | Stati Uniti   | 15'10" | Miglior prestazione personale stagionale |
| 8ª        | Verity Ockenden         | Gran Bretagna | 15'18" | Miglior prestazione personale            |
| 9ª        | Francine Niyomukunzi    | Burundi       | 15'23" | Record nazionale                         |
| 10ª       | Klara Lukan             | Slovenia      | 15'25" | Record nazionale                         |
| 11ª       | Fiona O'Keeffe          | Stati Uniti   | 15'40" |                                          |
| 12ª       | Caitlin Adams           | Australia     | 15'41" | Miglior prestazione personale stagionale |
| 13ª       | Militsa Mircheva        | Bulgaria      | 15'45" | Record nazionale                         |
| 14ª       | Nanami Watanabe         | Giappone      | 15'46" | Miglior prestazione personale            |
| 15ª       | Tayla Kavanagh          | Sudafrica     | 15'50" | Record nazionale                         |
| 16ª       | Kyla Jacobs             | Sudafrica     | 15'51" | Miglior prestazione personale            |
| 17ª       | Julie-Anne Staehli      | Canada        | 15'55" |                                          |
| 18ª       | Juliane Hvid            | Danimarca     | 15'59" | Miglior prestazione personale            |
| 19ª       | Lauren Ryan             | Australia     | 15'59" | Miglior prestazione personale            |
| 20ª       | Paulina Kaczyńska       | Polonia       | 16'00" | Miglior prestazione personale            |
| 21ª       | Federica Del Buono      | Italia        | 16'03" | Miglior prestazione personale            |
| 22ª       | Micheline Niyomahoro    | Burundi       | 16'04" | Miglior prestazione personale            |
| 23ª       | Peruth Chemutai         | Uganda        | 16'09" |                                          |
| 24ª       | Liza Šajn               | Slovenia      | 16'14" | Miglior prestazione personale            |
| 25ª       | Jessy Lacourse          | Canada        | 16'15" | Miglior prestazione personale            |
| 26ª       | Carolien Millenaar      | Danimarca     | 16'17" | Miglior prestazione personale            |
| 27ª       | Maria Kote              | Eritrea       | 16'18" | Record nazionale                         |
| 28ª       | Bohdana Semyonova       | Ucraina       | 16'25" | Record nazionale                         |
| 29ª       | Lina Kiriliuk           | Lituania      | 16'38" | Record nazionale                         |
| 30ª       | Simone Ferraz           | Brasile       | 16'39" | Miglior prestazione personale            |
| 31ª       | Helen Bell              | Estonia       | 17'09" | Record nazionale                         |
| 32ª       | Evelīna Krista Sitnika  | Lettonia      | 17'27" | Miglior prestazione personale            |
| 33ª       | Johanna Ardel           | Estonia       | 17'44" | Miglior prestazione personale            |
| 34ª       | Vanessa Ying Zhuang Lee | Singapore     | 18'08" | Miglior prestazione personale            |

### Miglio su strada

#### Individuale
La gara si è svolta il 1º ottobre 2023 alle ore 13.00
| Posizione | Atleta                  | Nazionalità   | Tempo   | Note                                     |
| --------- | ----------------------- | ------------- | ------- | ---------------------------------------- |
| Oro       | Diribe Welteji          | Etiopia       | 4'20"98 | Record mondiale                          |
| Argento   | Freweyni Hailu          | Etiopia       | 4'23"06 | Miglior prestazione personale            |
| Bronzo    | Faith Kipyegon          | Kenya         | 4'24"13 | Miglior prestazione personale            |
| 4ª        | Nelly Chepchirchir      | Kenya         | 4'31"18 | Miglior prestazione personale            |
| 5ª        | Jessica Hull            | Australia     | 4'32"45 | Miglior prestazione personale            |
| 6ª        | Marta Pérez             | Spagna        | 4'34"12 | Miglior prestazione personale            |
| 7ª        | Berenice Cleyet-Merle   | Francia       | 4'34"41 | Miglior prestazione personale            |
| 8ª        | Nozomi Tanaka           | Giappone      | 4'35"32 |                                          |
| 9ª        | Addison Wiley           | Stati Uniti   | 4'36"03 |                                          |
| 10ª       | Marissa Damink          | Paesi Bassi   | 4'36"49 | Miglior prestazione personale            |
| 11ª       | Charlotte Mouchet       | Francia       | 4'36"71 | Miglior prestazione personale            |
| 12ª       | Glynis Sim              | Canada        | 4'36"81 | Miglior prestazione personale            |
| 13ª       | Weronika Lizakowska     | Polonia       | 4'37"04 | Miglior prestazione personale            |
| 14ª       | Sarah Billings          | Australia     | 4'38"97 | Miglior prestazione personale            |
| 15ª       | Carina Viljoen          | Sudafrica     | 4'39"01 | Miglior prestazione personale            |
| 16ª       | Sarah McDonald          | Gran Bretagna | 4'40"14 | Miglior prestazione personale stagionale |
| 17ª       | Helen Schlachtenhaufen  | Stati Uniti   | 4'40"28 |                                          |
| 18ª       | Prisca Chesang          | Uganda        | 4'45"42 | Miglior prestazione personale            |
| 19ª       | María Pía Fernández     | Uruguay       | 4'45"81 | Miglior prestazione personale            |
| 20ª       | Aleksandra Płocińska    | Polonia       | 4'46"50 | Miglior prestazione personale            |
| 21ª       | Veronika Sadek          | Slovacchia    | 4'47"00 |                                          |
| 22ª       | Regan Yee               | Canada        | 4'48"31 | Miglior prestazione personale            |
| 23ª       | Roza Haile              | Eritrea       | 4'49"43 | Miglior prestazione personale            |
| 24ª       | Jaqueline Beatriz Weber | Brasile       | 4'50"11 | Record nazionale                         |
| 25ª       | Gina McNamara           | Malta         | 4'53"54 | Miglior prestazione personale stagionale |
| 26ª       | Mia Helene Mørck        | Danimarca     | 4'54"95 | Miglior prestazione personale            |
| 27ª       | Tuuli Tomingas          | Estonia       | 5'09"13 | Miglior prestazione personale            |
| 28ª       | Sibilla Vanadziņa       | Lettonia      | 5'18"28 | Miglior prestazione personale            |
| 29ª       | Romaine Rui-Min Soh     | Singapore     | 5'24"19 | Miglior prestazione personale            |
| -         | Winnie Nanyondo         | Uganda        | dnf     |                                          |

## Medagliere
| Posizione | Paese       | Oro | Argento | Bronzo | Totale |
| --------- | ----------- | --- | ------- | ------ | ------ |
| 1         | Kenya       | 5   | 3       | 4      | 12     |
| 2         | Etiopia     | 2   | 4       | 1      | 7      |
| 3         | Stati Uniti | 1   | 0       | 1      | 3      |
| 4         | Regno Unito | 0   | 1       | 1      | 2      |
| 5         | Sudafrica   | 0   | 0       | 1      | 1      |